# Kard (broń)

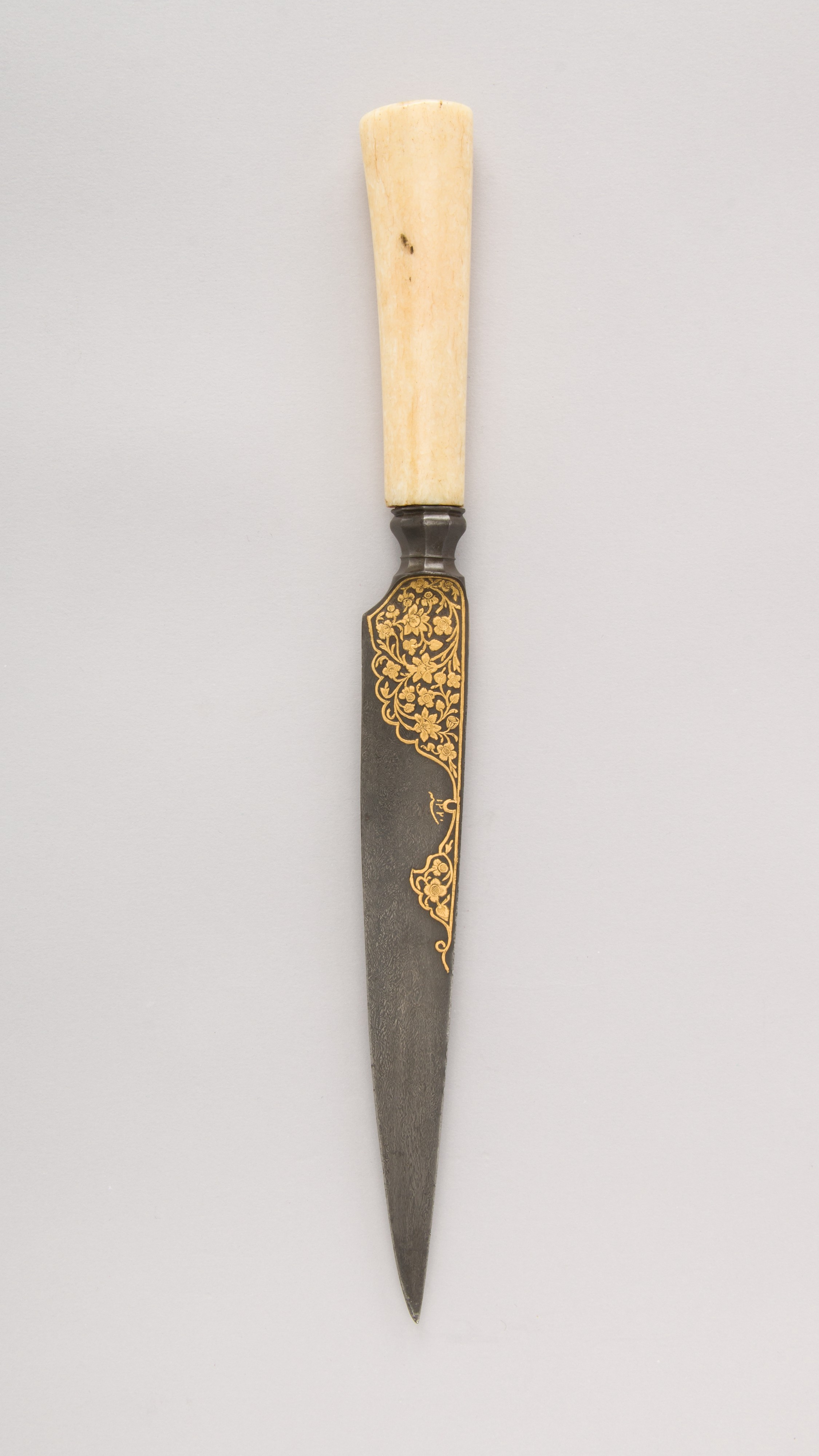
Kard (XIX w.)

Kard – perska broń używana głównie do pchnięć, o głowni lekko zakrzywionej, długiej na ok. 10–40 cm, jednosiecznej (konstrukcyjnie rodzaj noża). Wykształcony w średniowieczu, stał się wzorem dla podobnej broni kaukaskiej, popularnej w XVIII-XIX w. Gruby grzbiet głowni często zdobiono żłobieniem, a płazy inkrustowano srebrem lub złotem. Głowice rękojeści kardów kaukaskich miały charakterystyczny kształt, podobny jak u szaszek.
Pochwy kardów były na ogół głębokie, pozwalające na schowanie całej broni, łącznie z rękojeścią (na zewnątrz wystawała jedynie głowica, czasem wyposażona w kółko do zawieszenia sztyletu na temblaku).